# Le Massacre des vampires
Pour plus de détails, voir Fiche technique et Distribution.
Le Massacre des vampires (La strage dei vampiri) est un film italien réalisé par Roberto Mauri et sorti en 1962.

## Synopsis
Lors d'une fête dans un château de l'Autriche du XIXe siècle, une noble femme succombe aux charmes d'un inconnu. Il la mord dans le cou et se révèle être un vampire. Son mari découvre ce qui s'est passé et tente de la sauver avec l'aide d'un médecin.

## Fiche technique
- Titre français : Le Massacre des vampires ou Vampire : homme ou femme ?[1]
- Titre original italien : La strage dei vampiri[2]
- Réalisateur : Roberto Mauri
- Scénario : Roberto Mauri
- Photographie : Ugo Brunelli
- Montage : Jenner Menghi
- Musique : Aldo Piga
- Décors : Giuseppe Ranieri
- Costumes : Vilelma Vitaioli
- Maquillage : Carlo Grillo
- Production : Oscar Righini, Dino Sant'Ambrogio
- Société de production : Mercurfin italiana
- Pays de production :  Italie
- Langue originale : italien
- Format : Noir et blanc - 1,85:1 - Son mono - 35 mm
- Durée : 78 minutes
- Genre : Film d'épouvante fantastique
- Dates de sortie :
  - Italie : février 1962
  - France : 14 juillet 1971[1]

## Distribution
- Walter Brandi : Wolfgang
- Dieter Eppler : le vampire
- Graziella Granata : Louise
- Luigi Batzella (sous le nom de « Paolo Solvay ») : Dr Nietzsche
- Edda Ferronao : la femme de chambre
- Carla Foscari : Teresa
- Gena Gimmy : Corinne
- Maretta Procaccini : Resy
- Alfredo Rizzo : le serviteur

## Production
Eppler a obtenu le rôle dans le film grâce à une production internationale de Dino De Laurentiis. Par l'intermédiaire du frère de Laurentiis, Eppler avait obtenu le rôle d'un inspecteur de police dans un film dont la production n'a jamais commencé, faute de fonds. Eppler a décrit le film comme une production à petit budget, les acteurs n'étant pas payés. Le film a été tourné au Château d'Aquino (it), à Monte San Giovanni Campano dans la province de Frosinone.

## Exploitation
La strage dei vampiri a été distribué en Italie par Mercurfin italiana le 6 février 1962. Le film a rapporté un total de 36 millions de lires italiennes sur le territoire nationale. Le film n'est sorti que neuf ans plus tard en France le 14 juillet 1971 sous le titre Le Massacre des vampires.